# Xicaixtlahuac
Xicaixtlahuac är en ort i Mexiko.   Den ligger i kommunen Chilapa de Álvarez och delstaten Guerrero, i den södra delen av landet, 230 km söder om huvudstaden Mexico City. Xicaixtlahuac ligger 1 231 meter över havet och antalet invånare är 102.
Terrängen runt Xicaixtlahuac är kuperad åt nordväst, men åt sydost är den bergig. Runt Xicaixtlahuac är det ganska glesbefolkat, med 43 invånare per kvadratkilometer. Närmaste större samhälle är Acatepec, 13,1 km öster om Xicaixtlahuac. I omgivningarna runt Xicaixtlahuac växer huvudsakligen savannskog.